# Bruno Mauro
Bruno Mauro Nunes da Silva (né le 3 octobre 1973), appelé Bruno Mauro ou Mauro, est un footballeur portugais et un international angolais des années 1990 et 2000.

## Biographie
Fils de l'international portugais Laurindo, il est formé à Belenenses et joue principalement dans des clubs portugais de deuxième et troisième divisions. Il a néanmoins fréquenté pendant quatre saisons la première division portugaise avec Paços de Ferreira et Belenenses entre 2001 et 2005.
Du fait de ses origines de ses parents nés en Angola portugais, il ne fait pas comme son père et devient international angolais à onze reprises entre 2002 et 2004 participant au premier tour des éliminatoires de la Coupe du monde 2006, inscrivant deux buts contre le Tchad, permettant la qualification pour le second tour.  